# Brandon Teena
Brandon Teena, främst kallad Brandon, född Teena Renae Brandon den 12 december 1972 i Lincoln, Nebraska, död 31 december 1993 nära Humboldt, Nebraska, var en transsexuell man. Han våldtogs och mördades i ett av USA:s mest ökända hatbrott under 1990-talet. Brandon är huvudkaraktären i den Oscar-vinnande filmen Boys Don't Cry från 1999, vilken var baserad på dokumentärfilmen The Brandon Teena Story.

## Biografi

### Barndom
Brandon Teena föddes i Lincoln, Nebraska 1972. Hans familj har beskrivit honom som en "pojkflicka". När Brandon fortfarande levde som en flicka utsattes han för ett sexuellt övergrepp av en manlig släkting. Enligt hans mor, JoAnn Brandon, uppsökte hon och Brandon terapi under 1991.
Brandon började identifiera sig som manlig under high school och hade där flera flickvänner. Av rädsla för förkastelse och fördomar höll Brandon sitt biologiska kön hemligt. Brandons familj hade ibland svårt att acceptera honom, delvis till följd av att han var en notorisk lögnare. Hans mor avvisade hans manliga identitet och fortsatte att kalla honom sin dotter. Brandon hävdade själv ett flertal gånger att han var intersex vilket senare visade sig felaktigt.

### Falls City, Nebraska
Under 1993, efter att ha hamnat i klammeri med rättvisan, flyttade Brandon till Falls City i countyt Richardson County, Nebraska där han till en början endast kändes igen som man. 
Brandon blev vän med flera personer från Richardson County. Det dröjde inte länge innan han flyttade in hos en av dem, Lisa Lambert. Brandon började därefter uppvakta en av Lamberts vänner, Lana Tisdel och umgås med dennas kompisar, tidigare fängelsedömda John Lotter och Marvin "Tom" Nissen. Nissen var gift och hade två barn. Lana and Lotter hade varit vänner sedan barnsben och hade haft ett förhållande flera år tidigare. Brandon blev också god vän med Phillip DeVine, en man som under denna tid inledde ett förhållande med Tisdels yngre syster.
Den 15 december 1993 arresterades Brandon för att ha förfalskat checkar. Tisdel betalade hans borgen. Eftersom Brandon placerats på den kvinnliga sektionen i arresten förstod Tisdel att han biologiskt var en kvinna. 
När Tisdel konfronterade Brandon om hans biologiska kön sa han att han höll på att genomföra ett könsbyte inklusive en operation och hon lät sig nöjas därmed varpå de fortsatte att träffas. 
Brandons arrestering omnämndes i den lokala tidningen, som även skrev ut hans folkbokförda namn, Teena Brandon. Hans vänner och bekanta i området fick på så sätt veta att han biologiskt var en kvinna.

### Våldtäkten
Under en julfest blev Nissen och Lotter berusade varpå de tog tag i Brandon och tvingade honom att ta av sig sina byxor för att visa för Tisdel att han var en kvinna. Tisdel tittade endast genom tvång och sa ingenting. 
Lotter och Nissen attackerade Brandon och tvingade in honom i en bil. De körde till ett slakteri där de misshandlade och våldtog Brandon varpå de tog med honom till Nissens hem.
Brandon flydde från Nissens badrum genom att klättra ut från fönstret och tog sig hem till Lana. Hon övertalade honom att göra en polisanmälan trots att Nissen och Lotter sagt åt honom att inte berätta för någon. 
Brandon tog sig till akuten där han genomgick en undersökning med standardutrustning använd vid våldtäkter, men materialet därifrån tappades senare bort. Den lokala sheriffen vid den tiden, Charles B. Laux, frågade ut Brandon om våldtäkten. Han lär därvid ha varit särskilt intresserad av Brandons transsexualism, till den grad att Brandon till slut tyckte att frågorna var alltför obehagliga och onödiga varpå han slutade svara på dem. 
Nissen och Lotter fick information om anmälan och började jaga Brandon. De hittade honom dock inte innan polisen tre dagar senare förhörde dem. Laux avstod dock från att arrestera dem trots att båda två var tidigare lagförda för brott för vilka de suttit fängslade.

### Morden
Under polisförhöret förnekade Lotter helt att han ens vid rört Brandon medan Nissen anklagade Lotter för att ha våldtagit Brandon och uppgav att han själv endast tittat på. De båda fortsatte efter polisförhören att leta efter Brandon, som då hade återvänt till Lamberts hus. Nissen och Lotter stal en pistol från en granne varpå de begav sig hem till Lana Tisdel. Hon berättade för dem att Brandon inte var där och hennes mor talade om var de kunde hitta honom. 
Männen åkte hem till Lambert och tvingade sig in. De hittade Lambert i sängen och krävde att få veta var Brandon var. Lambert vägrade berätta men Nissen hittade honom under sängen. De frågade Lambert om någon annan var där varpå hon talade om att även Phillip DeVine bodde hemma hos henne. DeVine sköts och mördades tillsammans med Lambert och Brandon.
Männen lämnade huset men arresterades och häktades snart misstänkta för morden.

### Rättegång och straff
Nissen anklagade först Lotter för att ensam ha utfört våldtäkten och morden. Senare erkände han att han varit medbrottsling i utbyte mot strafflindring. Nissen vittnade mot Lotter och dömdes till livstids fängelse. Lotter fortsatte att förneka även efter Nissens vittnesmål. Juryn fann honom skyldig för mord och han dömdes till döden. Både Lotter och Nissen överklagade domarna. 

### Efterdyningar
Eftersom Brandon inte genomgått hormonbehandling eller könsbytesoperation har han ibland refererats till som en lesbisk kvinna av mediala och andra skribenter. En del skriver dock att Brandon hade sagt att han planerade en könsbytesoperation.
JoAnn Brandon blev vansinnig på den lokala sherriffen, Charles Laux, och anklagade honom för att ha misslyckats med att förhindra Brandons död samt vara en indirekt orsak till densamma. Hon stämde honom med anspråk på skadestånd, vann målet och tillerkändes 17 000 $ i skadestånd.
Sheriff Laux kritiserades även av andra för sitt passiva agerande samt sin attityd mot Brandon – vid ett tillfälle refererade Laux till Brandon som "det".
Lana Tisdel stämde producenterna till filmen Boys Don't Cry för att de hade använt hennes namn och person utan tillåtelse. Hon menade att filmen framställt henne som "lat, vit underklass och svekfull" ("lazy, white trash and a skanky snake"). Tisdel hävdade vidare att filmen felaktigt påstått att hon fortsatte förhållandet med Brandon efter att hon fått veta att han var en biologisk kvinna. Hon förlikades så småningom med filmens distributörer för en okänd summa pengar och återkallade sin stämning.
Brandons gravsten bär namnet "Teena R. Brandon" och har inskriptionen "dotter, syster och vän" ("daughter, sister, & friend").
Den brittiska duon Pet Shop Boys gav 2006 ut en låt med titeln "Girls Don't Cry" (ett bonusspår på UK-versionen av I'm with Stupid) vilken handlade om Brandon Teena.